# 소안고등학교
소안고등학교(所安高等學校)는 전라남도 완도군 소안면에 있었던 공립 고등학교이다.

## 학교 연혁
- 1982년 11월 30일 : 소안고등학교 설립 인가
- 1983년 3월 5일 : 소안고등학교 개교
- 2013년 ??월 ??일 : 제23회 졸업식
- 2013년 3월 1일 : 폐교 및 완도고등학교 통폐합[1], 30년만에 폐업

## 같이 보기
- 전라남도의 폐교 목록